# Name That Tune
Name That Tune (англ. Назовите эту мелодию!) — американская радио- и телеигра, где участники соревновались в угадывании названий песен, исполняемых оркестром без слов. Помимо США игра получила известность на территории ещё 27 различных стран.

## История
Премьера игры состоялась в 1952 году на радио NBC. С 1953 года на NBC стала выходить телевизионная версия игры. С 1954 по 1959 год игра выходила на телеканале CBS. Всё это время в роли исполнительного продюсера и дирижёра оркестра выступал создатель игры Гарри Солтер. Участники игры соревновались друг с другом в угадывании исполняемой оркестром мелодии. Чтобы получить право дать ответ необходимо было обогнать соперника и позвонить в колокол, находившийся в 25 футах от игроков. Победитель игры в конце каждого выпуска мог выиграть джекпот в размере 1600 долларов США, для этого необходимо было угадать семь мелодий за 30 секунд. Также денежные призы разыгрывались среди зрителей.
В 1970—1971, 1974—1981 и 1984—1985 годах шоу производилось в синдикации. С 1976 года программа стала называться The $100.000 Name That Tune, с 1977 года обладатель главного приза в размере 100 000 долларов определялся по итогам игр на выбывание в конце сезона.
6 января 2021 года впервые за долгое время вышел выпуск передачи: съёмки прошли в Австралии с участием американцев, а вела шоу Джейн Краковски.

## Версии игры в других странах
- «Name That Tune» (ITV, Channel 5)
- «Not nhac vui» (2004—2009)
- «Գուշակիր մեղեդին» (Гушакир мегхедин, 2015 — настоящее время)
- «Berpacu Dalam Melodi» (Trans7, 2017 — настоящее время)
- «Hast du Tone» (канал VOX, 1999—2001)
- «Nota Mia» (Alpha TV, 2017 — настоящее время)
- «Аяыг таа» (Боловсрол, 2015 — настоящее время)
- «Jaka to melodia?» (TVP1, 1997 — настоящее время)
- «Угадай мелодию» (ОРТ/Первый канал, 1995—1999; 2003—2005; 2013—н.в.)
- «Яка то мелодія?» (канал «Украина», 2008)